# William Foulke
William Henry „Fatty” Foulke (1874. április 12. – 1916. május 1.) profi labdarúgó és krikettjátékos volt. Foulke főleg a nagy méretéről volt híres. A súlyát körülbelül 150 kilóra becsülik, de ebben nem minden forrás biztos.
1890-ben 4 meccset is játszott krikettjátékosként, de inkább a Sheffield United FC és a Chelsea FC kapusaként emlékeznek rá.
Foulke 1894. szeptember 1-jén debütált a Sheffield-ben a West Bromwich Albion FC ellen. 9 évet húzott itt le ez alatt 2 FA Kupát és egy bajnoki címet is tudott nyerni.
Az 1902-es FA Kupa döntőben Foulke tiltakozott a Southampton FC egyenlítő gólja után, amit a bíró megadott. Az öltözőből meztelenül kirohanva kergette meg a játékvezetőt, MR. Kirkham-et, aki egy seprűket tartó szekrénybe menekült. A Labdarúgó-szövetség emberei állították le, hogy ne essen bántódása a bírónak. A döntő visszavágóját a Sheffield United végül is 2-1 arányban megnyerte.
A Chelsea 1905-ös megalakulása után költözött a csapathoz és ő lett a csapatkapitány. A Chelsea tulajdonosa heti 50 fontos fizetésért igazolta le. Itt csupán egy évig marad és átigazolt utolsó csapatához, a Bradford City-hez. A Bradford-nál még egy évet védett, majd 1907-ben vonult vissza.
1916-ban a jelentések szerint súlyos tüdőgyulladásban hunyt el.

## Külső hivatkozások
- BBC Guide